# Боб Сийгър
Робърт (Боб) Кларк Сийгър (на английски: Robert Clark „Bob“ Seger) е американски певец, автор на песни, китарист, както и пианист. Утвърждава се в Детройтската сцена, след което прави изпълнения и записва под името Боб Сийгър и Ласт Хърд, както и Боб Сийгър Систъм (през 60-те). В началото на 70-те решава да изостави частта „Систъм“ и продължава кариерата си заедно с други банди.
През 1973 г. той е в основата на Силвър Булит Бенд, в която намират място детройтски музикални дейци. Те имат голям успех в цялата страна с албума Live Bullet, който е записан със Силвър Булит Бенд през 1975 г., осъществен в Кобо Хол, Детройт, Мичиган.
През 1976 г. се наслаждава на бум на националната популярност със студийния Night Moves. В студийните си албуми, той работи дълготрайно с Мъсъл Шоулс Ритъм Секшън, музиканти от Алабама, които влизат в състава на най-добре продаващите се Сийгърови сингли и албуми.
Сийгър принадлежи жанрово към рутс рока, притежава традиционен дрезгав, шумен глас, и пише на теми, които са обвързани с любовта, жените и работническите условия. С това той е типичен представител на хартланд рока. Сийгър записва много хитове, вкл. Night Moves, Turn the Page, Still the Same, We've Got Tonight, Against the Wind, You'll Accomp'ny Me, Shame on the Moon, Like a Rock и Shakedown (което е предвидено за Ченгето от Бевърли Хилс 2). Той е сред авторите на номер едно хита Heartache Tonight, изпълнен от Ийгълс, а освен това записва бележитата песен Old Time Rock and Roll, избрана като една от Песните на столетието през 2001 година.
В кариерата си има пет десетилетия работа. През 2004 г. влиза в Залата на славата на рокендрола, а през 2012 г. му е отредено място в Залата на славата на авторите на музика.

## Дискография
Студийни албуми
- Ramblin' Gamblin' Man (1969)
- Noah (1969)
- Mongrel (1970)
- Brand New Morning (1971)
- Smokin' O.P.'s (1972)
- Back in '72 (1973)
- Seven (1974)
- Beautiful Loser (1975)
- Night Moves (1976)
- Stranger in Town (1978)
- Against the Wind (1980)
- The Distance (1982)
- Like a Rock (1986)
- The Fire Inside (1991)
- It's a Mystery (1995)
- Face the Promise (2006)
- Ride Out (2014)
- I Knew You When (2017)

Концертни албуми
- Live Bullet (1976)
- Nine Tonight (1981)

Компилации
- Greatest Hits (1994)
- Greatest Hits 2 (2003)
- Early Seger Vol. 1 (2009)
- Ultimate Hits: Rock and Roll Never Forgets (2011)
- Heavy Music: The Complete Cameo Recordings 1966-1967 (2017)
- Transmission Impossible (3-CD set live) (2017)

|  | Тази страница частично или изцяло представлява превод на страницата Bob Seger в Уикипедия на английски. Оригиналният текст, както и този превод, са защитени от Лиценза „Криейтив Комънс – Признание – Споделяне на споделеното“, а за съдържание, създадено преди юни 2009 година – от Лиценза за свободна документация на ГНУ. Прегледайте историята на редакциите на оригиналната страница, както и на преводната страница, за да видите списъка на съавторите. ВАЖНО: Този шаблон се отнася единствено до авторските права върху съдържанието на статията. Добавянето му не отменя изискването да се посочват конкретни източници на твърденията, които да бъдат благонадеждни. |